# 普羅斯佩克特 (緬因州)
普羅斯佩克特（英語：Prospect）是一個位於美國緬因州瓦多縣的鎮。

## 人口
根據2020年美國人口普查的數據，普羅斯佩克特的面積為52.32平方千米，當中陸地面積為46.85平方千米，而水域面積為5.46平方千米。當地共有人口698人，而人口密度為每平方千米13人。